# اکور، چاناپاتنا
اکور، چاناپاتنا (به انگلیسی: Akkur, Channapatna) یک روستا در هند است که در کارناتاکا واقع شده‌است.